# Ли Цзиньбинь
Ли Цзиньбинь (кит. 李锦斌; род. в феврале 1958 г., гор. Чэнду пров. Сычуань) — китайский политик. С 2016 по 2021 гг. — глава парткома КПК пров. Аньхой, пред. её ПК СНП. Член КПК с 1978 года, член ЦК КПК 19-го созыва (с 2017 г.).
По национальности ханец. Окончил Цзилиньский университет.
В 2002—2007 гг. вице-губернатор пров. Цзилинь. В 2007—2013 гг. заворготделом комитета КПК пров. Шэньси. Причислялся к так называемой Shaanxi Gang, близкой к Си Цзиньпину; работал в Шэньси, когда её возглавлял с 2007 по 2012 год доверенное лицо Си Чжао Лэцзи.
С апреля 2013 года заместитель главы парткома пров. Аньхой.
C июня 2015 г. зам. губернатора пров. Аньхой и его и. о. (сменил на посту губернатора Ван Сюэцзюня), с июля того же года стал полноправным губернатором.
С 2016 по 30 сентября 2021 года глава парткома КПК пров. Аньхой. Также являлся пред. её ПК СНП.